# Cortinarius malachius
Cortinarius malachius es una especie de hongos de la familia Cortinariaceae.

## Sistemática y nomenclatura
Posición de clasificación de Index Fungorum: Cortinarius, Cortinariaceae, Agaricales, Agaricomycetidae, Agaricomycetes, Agaricomycotina, Basidiomycota, Fungi.
Elias Fries lo identificó por primera vez en 1818 y le dio el nombre Agaricus malachius. El mismo autor lo transfirió al género Cortinarius en 1838.
Sinónimos:
- Agaricus impennis var. lucorum Fr.
- Agaricus malachius Fr. 1818
- Cortinarius malachioides P.D. Orton 1958
- Cortinarius malachius f. cholagogus Bidaud, Moënne-Locc. & Reumaux 2002
- Cortinarius malachius f. crinitus Bidaud & Reumaux 2002
- Cortinarius malachius (Fr.) Fr. 1838 f. malachius
- Cortinarius malachius var. lucorum (Fr.) Soop 1990
- Cortinarius malachius (Fr.) Fr. 1838 var. malachius

## Morfología
Sombrero
2-8 cm de diámetro, inicialmente convexo, acampanado, luego arqueado y finalmente aplanado con una amplia joroba. Superficie sedosa o fieltro con fibras bien adherentes. Es algo higrófano ; cuando está mojado, es inicialmente lila pálido, luego beige, cuando está seco - marrón grisáceo. Su velo es de color blanco.
Branquias
Adnato, de densidad media, inicialmente de color púrpura a marrón, luego marrón oxidado, a menudo con láminas blancas.
Vástago
Altura 4-9 cm, espesor 1-2 cm, cilíndrico, con un tubérculo en la base. La superficie es sedosa, en la parte superior del estipe violáceo, debajo inicialmente crema, luego pardusco.
Carne
Suave, blanquecina, violácea en la parte superior del tallo, amarillento en la base del tallo. Su sabor y olor son tenues.
Esporas
Elipsoidal o amígdala, papilas fina y densas, que miden 9–11,5 × 6–7 µm.

## Distribución y hábitat
Se encuentra en América del Norte, Europa y Marruecos. Tiene el estatus R - una especie potencialmente en peligro debido a su área geográfica limitada y áreas de hábitat pequeñas.
Hongo micorriza que crece en el suelo de bosques de coníferas y mixtos, con mayor frecuencia bajo abetos. Hongo no comestible.

## Especies similares
Cortinarius quarciticus es una especie similar, pero crece en bosques de pinos y tiene esporas más pequeñas.